# Laay
Laay is een bestuurslaag in het regentschap Lampung Barat van de provincie Lampung, Indonesië. Laay telt 1068 inwoners (volkstelling 2010).